# برترام أرمسترونغ
برترام أرمسترونغ (بالإنجليزية: Bertram Armstrong)‏ هو عسكري جنوب أفريقي، ولد في 1893، وتوفي في 1972.